# ウィトビー・タウンFC
ウィットビー・タウン・フットボールクラブ（Whitby Town Football Club）は、イングランド、ノース・ヨークシャー州、スカーブラ、ウィットビーを本拠地とするサッカークラブチームである。2012-2013シーズンはノーザンプレミアリーグ・プレミアディヴィジョン（7部相当）に所属。

## タイトル

### 国内タイトル
- FA Vase:1回

1996-1997
- ノーザンプレミアリーグ.ファーストディヴィジョン:1回

1997-1998
- ノーザンリーグ/ノーザンリーグ・ディヴィジョン1:2回

1992-1993,1996-1997
- ノーザンリーグカップ:6回

1928-1929,1963-1964,1969-1970,1976-1977,1984-1985,1995-1996
- ノース・ライディング・シニアカップ:4回

1964-1965,1967-1968,1982-1983,1989-1990
- スカーバラ&イースト・ライディング・カウンティカップ:1回

1886-1887
- ロスマンズナショナル&オーバーシーズカップ:2回

1975-1976,1977-1978

### 国際タイトル
- なし

## 歴代監督
- エディー・グレイ 1985-1986

## 歴代所属選手
- パディ・ケニー 1999
- バイロン・ウェブスター 2007
- ジョーダン・ハギル 2011-2012